# Racing Point
Racing Point je bila momčad u Formule 1 u vlasništvu britanskog poduzetnika Lawrencea Strolla, oca Lancea Strolla.
Momčad je osnovana u kolovozu 2018., kada su investitori André Desmarais, Jonathan Dudman, John Idol, John McCaw Jr., Michael de Picciotto i Silas Chou, predvođeni Lawrenceom Strollom, kupili svu imovinu momčadi Sahara Force India F1 Team za 90 milijuna funti.

## Rezultati
| Godina | Puni naziv momčadi             | Šasija            | Motor                   | Gume | #  | Vozači       | Utrke | Bodovi | Poredak |
| ------ | ------------------------------ | ----------------- | ----------------------- | ---- | -- | ------------ | ----- | ------ | ------- |
| 2019.  | SportPesa Racing Point F1 Team | Racing Point RP19 | BWT Mercedes V6 t h 1.6 | P    | 11 | Sergio Pérez | Sve   | 73     | 7.      |
| 2019.  | SportPesa Racing Point F1 Team | Racing Point RP19 | BWT Mercedes V6 t h 1.6 | P    | 18 | Lance Stroll | Sve   | 73     | 7.      |